# الحرم (بني دركول)
الحرم هو دُوَّار يقع بجماعة بني دركول، إقليم شفشاون، جهة طنجة تطوان الحسيمة في المملكة المغربية. ينتمي الدوّار لمشيخة بني دركول التي تضم 11 دوار. يقدر عدد سكانه بـ 597 نسمة حسب الإحصاء الرسمي للسكان والسكنى لسنة 2004.

## روابط خارجية
- البوابة الوطنية للجماعات الترابية
- المندوبية السامية للتخطيط